# Barrelville
Barrelville – jednostka osadnicza w Stanach Zjednoczonych, w stanie Maryland, w hrabstwie Allegany.